# Soraya Sáenz de Santamaría
María Soraya Sáenz de Santamaría Antón (Valladolid, 10 de junio de 1971) es una abogada del Estado y expolítica española del Partido Popular. Fue vicepresidenta del Gobierno de España entre 2011 y 2018, en el ejecutivo de Mariano Rajoy. Actualmente es consejera de Estado y socia del bufete de abogados Cuatrecasas en el área de gobierno corporativo y compliance.
Entre 2011 y 2018 se desempeñó como vicepresidenta y ministra de la Presidencia del Gobierno de Mariano Rajoy. Ha ejercido de portavoz del Gobierno, entre 2011 y 2016, y desde 2016 hasta 2018, sumó a sus responsabilidades como ministra de la Presidencia la cartera de Administraciones Territoriales. También en virtud de la activación del Artículo 155 de la Constitución Española, desde el 27 de octubre de 2017 hasta el 2 de junio de 2018, asumió las competencias propias de la presidencia de la Generalidad de Cataluña. 
Anteriormente, había ocupado el cargo de secretaria ejecutiva de Política Territorial del Partido Popular y un escaño de diputada por Madrid durante la viii legislatura (2004-2008). En la ix legislatura fue designada por Mariano Rajoy como la portavoz del Grupo Parlamentario Popular en el Congreso de los Diputados, en sustitución de Eduardo Zaplana.
Cesó como vicepresidenta del Gobierno en junio de 2018, tras el éxito de moción de censura presentada por el Grupo Parlamentario Socialista contra Rajoy. Posteriormente, tras el anuncio de la renuncia de Mariano Rajoy a la presidencia del Partido Popular, Saénz de Santamaría presentó su candidatura para sucederle, obteniendo el mayor número de votos entre todos los candidatos de la primera vuelta de las elecciones primarias. Posteriormente, Pablo Casado ganó la segunda vuelta. Sáenz de Santamaría renunció a su escaño el 10 de septiembre y ese mismo día anunció su retirada de la política.
En octubre de 2018 fue nombrada miembro del Consejo de Estado.
Fue denominada en varias ocasiones por varios medios de comunicación como «la mujer más poderosa desde el regreso de la democracia en España».

## Biografía
Nació en Valladolid en 1971 (hija de Pedro Sáenz de Santamaría y de Petra Antón), y obtuvo la licenciatura en Derecho en la Universidad de Valladolid cuando tenía veintitrés años, quedando primera de su promoción y obteniendo el Premio Extraordinario de Fin de Carrera. Con veintisiete años ingresó por oposición en el Cuerpo de Abogados del Estado, siendo destinada inicialmente a León. Según su currículum oficial, ha sido profesora de Derecho administrativo en la Universidad Carlos III de Madrid (2002-2003) y cuenta con un máster en derecho de las telecomunicaciones.
Se casó en 2005 civilmente en Brasil con el también abogado del Estado José Iván Rosa Vallejo, natural de Badajoz, lugar al que ambos se desplazan con frecuencia. El 11 de noviembre de 2011 nació su primer y único hijo, Iván, mientras se encontraba en plena campaña electoral.

### Carrera política
En 2000, siendo abogada del Estado, comenzó su carrera política como asesora jurídica del entonces ministro Mariano Rajoy, a las órdenes directas de su director de gabinete Francisco Villar García-Moreno.
Es especialista en política territorial, motivo por el cual ha ocupado el cargo de secretaria ejecutiva de Política Autonómica y Local del Partido Popular. Además, es miembro del Comité Ejecutivo Nacional del Partido Popular.

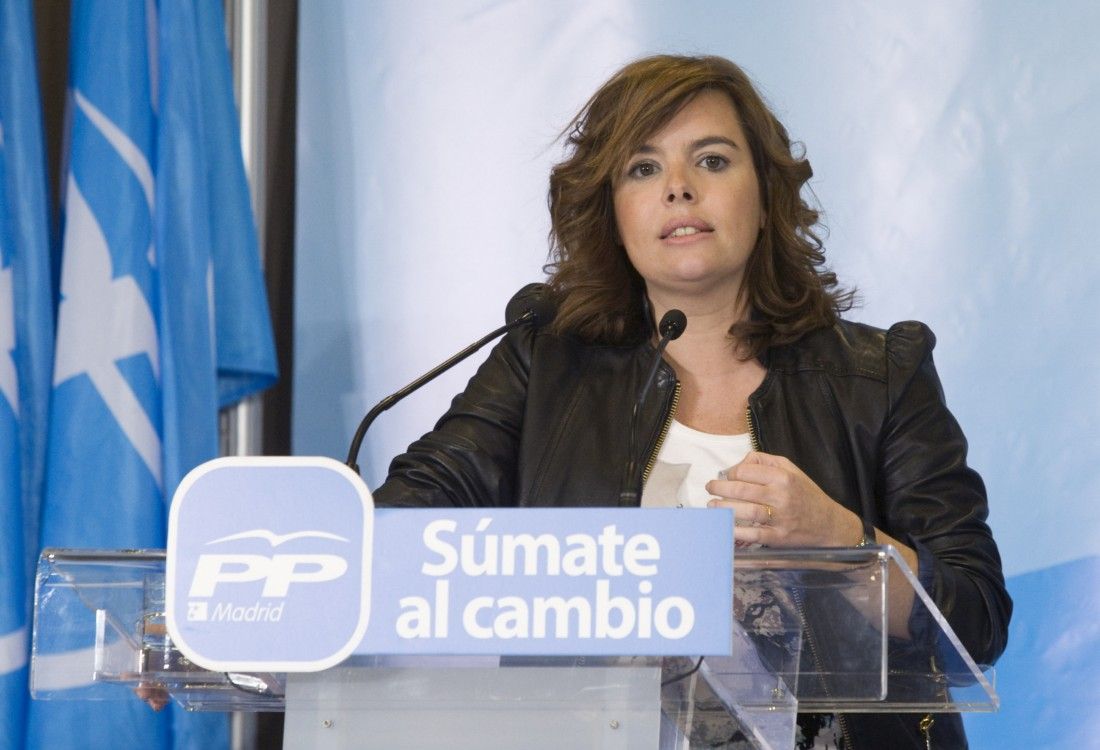
Fotografiada en noviembre de 2011

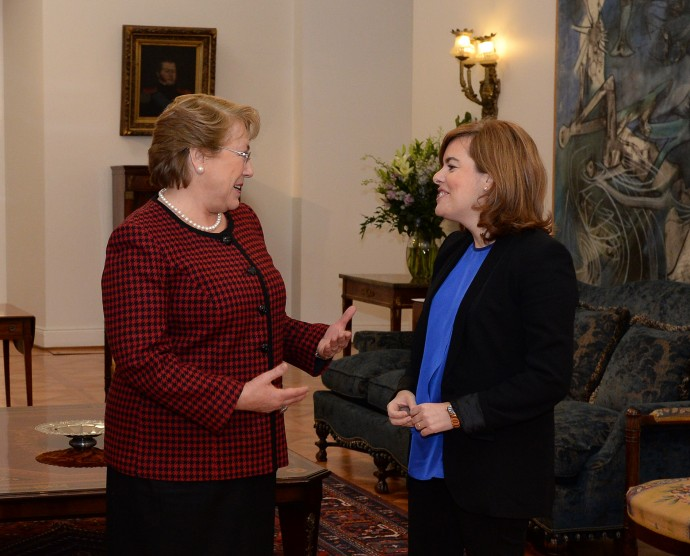
Soraya Sáenz de Santamaria con la presidenta de Chile Michelle Bachelet en 2014

En las elecciones generales de 2004 colaboró en el diseño del programa del Partido Popular; en esas mismas elecciones figuró en el puesto 18 de la lista electoral del PP al Congreso de los Diputados por la circunscripción electoral de Madrid. Si bien dicha lista solo obtuvo 17 escaños, ella accedió al puesto cuando Rodrigo Rato, quien figuraba en el número dos de esa lista, renunció a su escaño al ser nombrado presidente del Fondo Monetario Internacional.[cita requerida]
En las elecciones generales de 2008, figuró en el quinto puesto de las listas para el Congreso por Madrid, resultando elegida diputada.[cita requerida]
El 31 de marzo de 2008, el líder del PP, Mariano Rajoy, anunció que Soraya Sáenz de Santamaría ocuparía el cargo de portavoz del Partido Popular en el Congreso de los Diputados en lugar de Eduardo Zaplana, que ocupó el mismo cargo en la anterior legislatura.
Tras ganar el Partido Popular las elecciones generales de noviembre de 2011, el líder del PP, Mariano Rajoy, designó a Soraya Sáenz de Santamaría para dirigir el equipo de traspaso de poderes entre el Gobierno saliente del PSOE y el del Gobierno entrante, del PP.
El 21 de diciembre de 2011 fue nombrada vicepresidenta, ministra de la Presidencia —con las competencias sobre los servicios de inteligencia, que anteriormente estaban incluidas en Defensa— y portavoz del ejecutivo presidido por Mariano Rajoy. Además, el 3 de junio de 2013 asumió la presidencia de la Comisión Delegada para Asuntos Económicos, en ausencia del presidente del Gobierno.
Asumió interinamente las carteras de Justicia (23-29 de septiembre de 2014) y Sanidad (26 de noviembre-3 de diciembre de 2014), en sus despachos ordinarios, en el proceso de toma de posesión de los sucesores.
A partir del 4 de noviembre de 2016, en la XII legislatura, siguió ocupando la vicepresidencia del Gobierno y el Ministerio de Presidencia y Administraciones Territoriales, aunque dejó de ser portavoz del Gobierno, puesto que pasó a ocupar el ministro de Educación, Íñigo Méndez de Vigo.
A partir del 28 de octubre de 2017, después de la declaración unilateral de independencia de Cataluña, asumió las funciones del cargo de presidente de la Generalidad de Cataluña en aplicación del artículo 155 de la Constitución española de 1978 en Cataluña y las medidas concretas acordadas por el Consejo de Ministros del 27 de octubre de 2017.

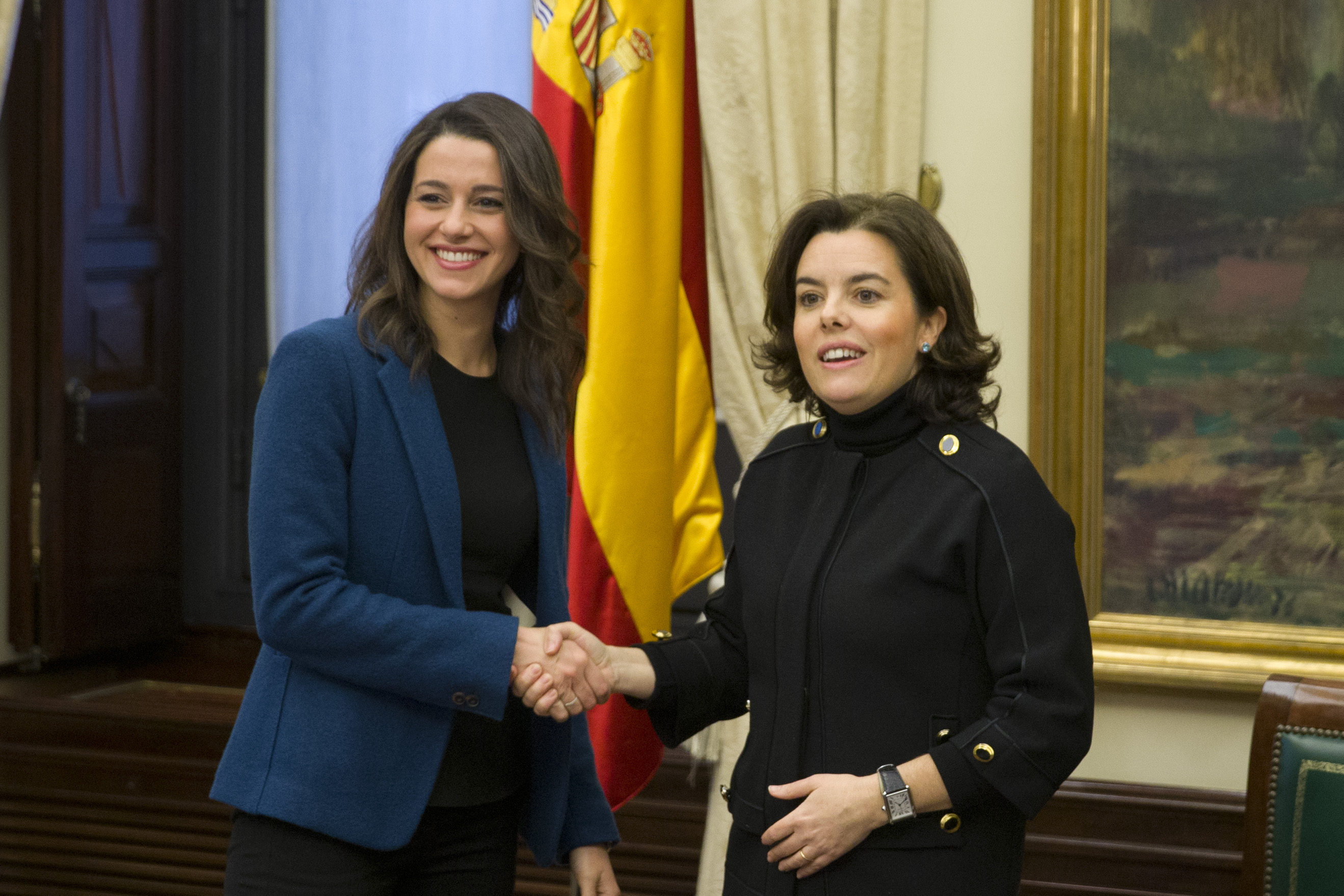
Soraya Sáenz de Santamaría se reúne con Inés Arrimadas, portavoz de Ciudadanos en el Parlamento de Cataluña

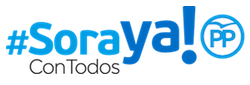
Logotipo de la campaña de liderazgo del partido Soraya Sáenz de Santamaría, 2018

El 7 de junio de 2018, deja de ser vicepresidenta y ministra para las Administraciones Territoriales y Presidencia, tras haber sido aprobada la moción de censura contra Mariano Rajoy, y ser investido presidente del Gobierno el socialista Pedro Sánchez.
Tras la moción, Mariano Rajoy dimitió como líder de su partido, y anunció un proceso de primarias en el PP para sucederle. Sáenz de Santamaría presentó su candidatura, y ganó en el voto de la militancia el primer puesto con 36,95% de votos. Aun así, tenía que superar la segunda vuelta en el Congreso del PP, en la que Pablo Casado reunió a los simpatizantes de Cospedal y ganó con 57,21% de votos.
El 10 de septiembre de 2018 anunció públicamente su retirada de la política y abandonaba su escaño en el Congreso de los Diputados.
El 19 de octubre, el gobierno de Pedro Sánchez anunció el nombramiento de Sáenz de Santamaría como consejera electiva de Estado por un mandato de cuatro años; oficializado el nombramiento el 23 de octubre, tomó posesión el 8 de noviembre. El Gobierno la renovó para otro mandato en marzo de 2023.
En agosto de 2024, se unió como consejera al consejo de administración de la empresa Cepsa.

## Distinciones
- Banda de la Orden Mexicana del Águila Azteca (2014)[43]
- Gran Cruz de la Orden El Sol del Perú (2015)[44]
- Gran Cruz de la Orden de Carlos III (3 de agosto de 2018)[45]